# مورينو موزر
مورينو موزر (بالإيطالية: Moreno Moser)‏ مواليد 25 ديسمبر 1990 في ترينتو، هو دراج إيطالي في صنف سباق الدراجات على الطريق. فاز بطواف بولندا في سنة 2012.

## روابط خارجية
- مورينو موزر على موقع الاتحاد الدولي للدراجات (الإنجليزية)
- مورينو موزر على موقع أرشيف الدراجات (الإنجليزية)
- مورينو موزر على موقع إحصائيات الدراجات الإحترافية (الإنجليزية)
- مورينو موزر على موقع نسبة الدراجات (الإنجليزية)
- مورينو موزر على موقع CycleBase (الإنجليزية)